# Colotois carbonii
Colotois carbonii är en fjärilsart som beskrevs av Hartig 1976. Colotois carbonii ingår i släktet Colotois och familjen mätare. Inga underarter finns listade i Catalogue of Life.